# Route 210 (Terre-Neuve-et-Labrador)
Pour les articles homonymes, voir Route 210.
La route 210 est une route provinciale secondaire de la province canadienne de Terre-Neuve-et-Labrador située sur l'île de Terre-Neuve. D'orientation nord-est–sud-ouest, elle relie la péninsule de Burin à la route Transcanadienne sur une distance de 147 kilomètres. L'extrémité sud-ouest de la route 210 à Marystown est situé à l'intersection avec la route 220 qui fait le tour de la partie sud de la péninsule de Burin. Elle est une route moyennement empruntée, reliant notamment la route Transcanadienne à Saint-Pierre-et-Miquelon et son revêtement est asphalté sur l'entièreté de son tracé.

## Tracé
La route 210 débute à l'ouest de Marystown, au croisement de la route 220. Elle emprunte une trajectoire vers l'est sur une distance de quatre kilomètres, puis se dirige vers le nord-est tout en traversant Marystown. Elle suit ensuite la rive ouest de la baie Placentia sur 40 kilomètres puis se dirige à l'intérieur des terres au nord de Boat Harbour. Elle traverse ensuite une région beaucoup plus isolée jusqu'à Swift Current, où elle emprunte une trajectoire vers l'est, dix-huit kilomètres plus loin, à Goobies, elle rejoint la route Transcanadienne, la route 1, près de la statue Morris the Moose.

## Communautés traversées
Liste des communautés traversées par la route 210 du nord au sud :
- Goobies
- Swift Current
- Mooring Cove
- Marystown